# Barbara Kotełko

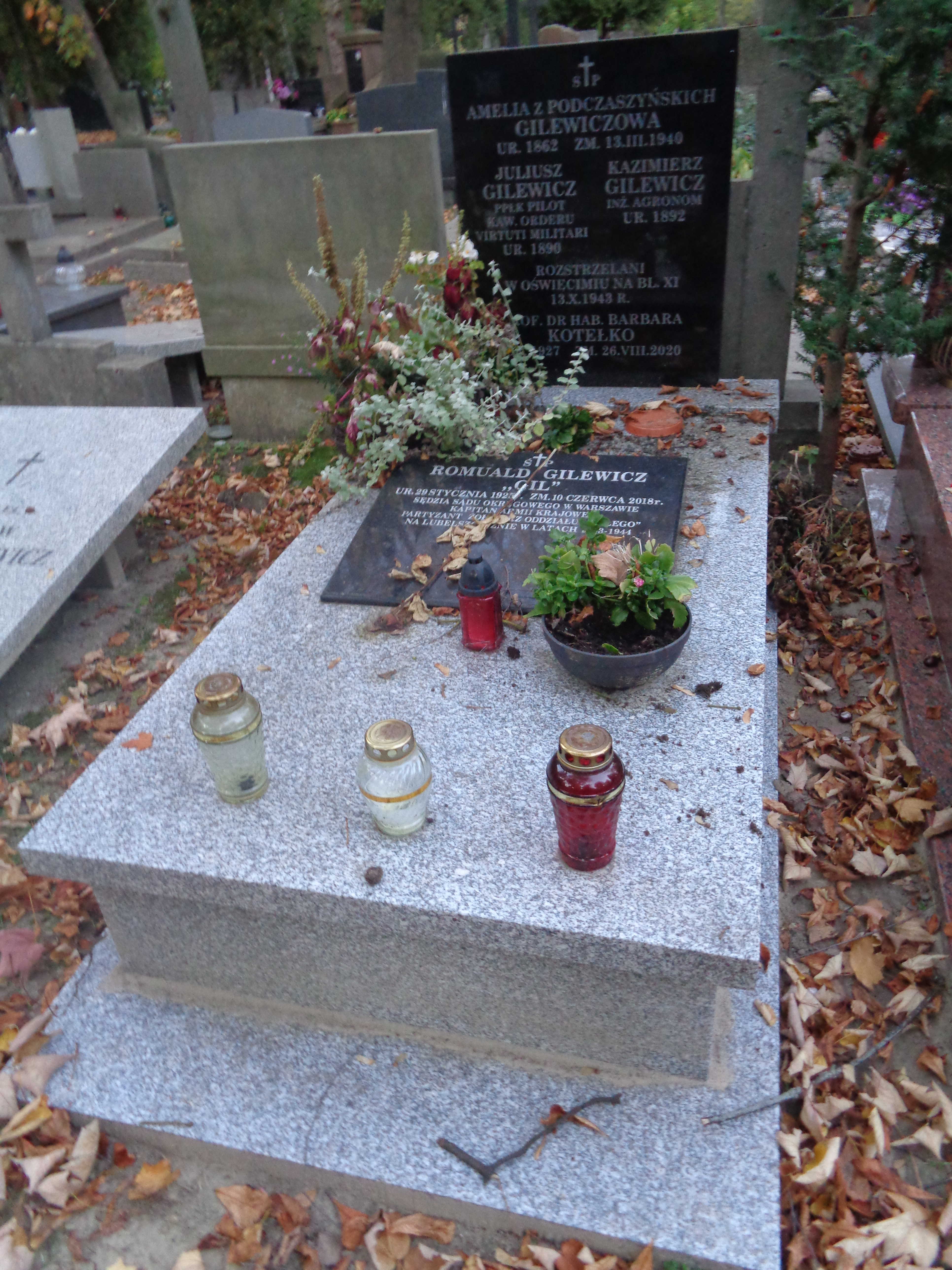
Grób Barbary Kotełko na Cmentarzu Wojskowym na Powązkach

Barbara Kotełko (ur. 31 stycznia 1926 w Drożęcinie, zm. 27 sierpnia 2020) – polska farmaceutka, prof. dr hab.

## Życiorys
W 1951 ukończyła studia farmacji w Akademii Medycznej w Łodzi, w 1960 obroniła pracę doktorską, w 1967 uzyskała stopień doktora habilitowanego. W 1977 nadano jej tytuł profesora w zakresie nauk farmaceutycznych. Pracowała w Instytucie Technologii i Chemii Leków na Wydziale Farmaceutycznym Akademii Medycznej w Łodzi.
Zmarła 27 sierpnia 2020. Pochowany na cmentarzu Powązki Wojskowe w Warszawie (kwatera A17-4-11).

## Odznaczenia i wyróżnienia
- Krzyż Kawalerski Orderu Odrodzenia Polski[1]
- Złoty Krzyż Zasługi[1]
- Tytuł Zasłużony Nauczyciel[1]
- Brązowy i Złoty Medal za Zasługi dla Obronności Kraju[1]
- Odznaki za Wzorową Pracę w Służbie Zdrowia i Za Zasługi dla miast Łodzi i Piotrkowa[1]